# Yu-Gi-Oh! Vrains
Yu-Gi-Oh! Vrains (遊☆戯☆王VRAINS（ヴレインズ）, Yū-Gi-Ō Vureinzu) est une série télévisée d'animation japonaise produite par le studio Gallop. Il s'agit de la sixième série basée sur la franchise Yu-Gi-Oh!. Elle est diffusée au Japon du 10 mai 2017 au 25 septembre 2019 sur TV Tokyo,, et les épisodes sont disponibles en simultanée sur Crunchyroll dans de nombreux pays, excepté en France, en Italie, en Australie, au Canada et dans une grande partie de l'Asie.
Le nom de la série est une marque déposée de Shūeisha. VRAINS est une combinaison de plusieurs acronymes : VR (virtual reality) qui signifie réalité virtuelle, AI (artificial intelligence) qui signifie intelligence artificielle, et NS (network system) qui signifie système de réseau.

## Synopsis
Yusaku Fujiki est un jeune lycéen doué en informatique de la ville de Den City. Il incarne le Playmaker (identité tenue secrète) dans Link Vrains, un système permettant de faire des duels dans un Réseau informatique géré par la société SOL Technology, où il affronte les chevaliers d'Hanoi, groupe dont le but est de récupérer Ignis, une intelligence artificielle capable d'avoir des sentiments.  
Ils doivent alors les affronter à plusieurs reprises tout en nouant des liens très forts avec différents duelistes dont Blue-Angel et bien plus tard Revolver.                                                            

## Nouveautés

### Monstres Lien et invocation Lien
La série introduit une nouvelle mécanique d'invocation : l'invocation Lien. Pour réaliser une invocation Lien, le joueur doit envoyer au cimetière un nombre précis de monstres qu'il contrôle, spécifié sur le monstre qu'il souhaite invoquer. Il est également possible d'utiliser d'autres monstres Lien déjà sur son terrain pour réduire le nombre de monstres nécessaires à l'invocation (exemple : pour une invocation LINK-3 en général, il est possible d'utiliser soit trois monstres, soit un LINK-2 et un autre monstre).
Chaque monstre Lien possède un certain nombre de "flèches lien". Un monstre peut posséder jusqu'à 8 flèches potentiellement, même si presque tous les monstres en possèdent entre 1 et 4. Les flèches pointent ainsi des zones adjacentes à celle du monstre Lien sur le terrain, dans lesquelles des effets spécifiques peuvent s'activer. Contrairement aux autres types de monstre, les monstres Lien ne possèdent pas de niveau, ni de points de défense (ils sont ainsi obligatoirement placés en position d'attaque). A la place des points de défense, on retrouve la "classification lien" qui correspond au nombre de flèches du monstre (exemple : un monstre Lien à trois flèches sera de classification 3, avec l'indication LINK-3 à la place des points de défense).

### Nouveau terrain
L'introduction des monstres Lien s'accompagne d'une transformation du terrain de jeu : une nouvelle zone, la Zone Monstres Extra, est introduite. Placée au dessus de la Zone Monstres traditionnelle, cette zone est désormais la seule depuis laquelle il est possible d'invoquer des monstres de l'Extra Deck (Fusion, Synchro, XYZ, Lien). Chaque joueur possède une unique Zone Monstres Extra. Pour pouvoir invoquer plus d'un monstre issu de l'Extra Deck, il est nécessaire d'invoquer un monstre Lien dans cette zone : il est alors autorisé d'invoquer des monstres de l'Extra Deck dans les zones Monstres classiques pointées par les flèches Lien. 

### Speed Duel et Master Duel
L'anime introduit un nouveau type de duel, les "Speed Duel". Tout comme les Turbo Duel de Yu-gi-oh 5D's, il s'agit de duels réalisés sur des véhicules rapides (ici des hoverboards) dans l'univers de Link Vrains. En plus du duel, le joueur doit gérer la trajectoire de son véhicule afin de ne pas être heurté par les obstacles du monde numérique. Le terrain de jeu est quant à lui simplifié par rapport au terrain normal, ne comprenant que trois Zones Magies et Pièges et trois Zones Monstres au lieu des 5 habituelles, ainsi que la Zone Monstres Extra. 
Les Master Duel correspondent au duel traditionnel tel que pratiqué dans les autres séries. Chaque joueur possède ainsi ses 5 Zones comme dans le jeu de carte réel. Les Master Duel sont plus rares dans la série et souvent synonymes du duel solennel, contre un adversaire particulièrement important.
Il arrive cependant que des adversaires trichent en activant un skill durant un master duel (Windy, Bohman, Queen...)

### Activation des skills
Dans VRAINS, chaque joueur possède un "skill", c'est-à-dire une capacité spéciale qui lui est propre. Cette capacité peut être activée au moment choisi par le joueur, indépendamment des cartes qu'il possède, mais n'est utilisable qu'une fois par duel. Certains skills ne peuvent être activés que lorsque des conditions précises sont remplies. Le skill du protagoniste principal, "Storm Access", ne peut ainsi être utilisé que lorsque ses points de vie sont inférieurs à 1000. Il peut alors s'introduire au cœur de l'une des tempêtes numériques peuplant l'univers de Link Vrains, les "data storms", et en extraire une nouvelle carte Lien.

## Distribution

### Voix originales japonaises[5]
- Shōya Ishige (ja) (石毛翔弥) : Yusaku Fujiki / Playmaker
- Takahiro Sakurai (櫻井孝宏) : Ai
- Subaru Kimura (木村昴) : Shōichi Kusanagi
- Yūki Kaji (梶裕貴) : Takeru Homura / Soulburner
- Daiki Hamano (濱野大輝) : Go Onizuka
- Yuki Nakashima (中島由貴) : Aoi Zaizen / Blue Angel / Blue Girl / Blue Maiden
- Shunsuke Takeuchi (武内駿輔) : Ryoken Kogami / Varis (Revolver en VO)
- Shouma Yamamoto (山本匠馬) : Akira Zaizen
- Yuna Kamakura (鎌倉有那) : Emma Bessho / Ghost Girl
- Chiharu Sawashiro (沢城千春) : Naoki Shima / Brave Max

## Anime
Au Japon, la série est diffusée sur TV Tokyo depuis le 10 mai 2017. 
La première saison de l'anime, relatant le combat contre les chevaliers d'Hanoi, est diffusée jusqu'au 4 avril 2018. Elle couvre les épisodes 1 à 46 de la série. 
La deuxième saison commence le 11 avril 2018 à partir de l'épisode 47 et se termine le 15 mai 2019 avec la diffusion de l'épisode 102. 
La saison 3 débute le 22 mai 2019 et se termine le 25 septembre 2019 et totalise 120 épisodes de cette série.